# Heves
Heves je mesto na Madžarskem, ki upravno spada pod podregijo Hevesi Županije Heves.